# نواف عودة
نواف عودة، من مواليد 13 يوليو 1974 في الكويت، لاعب كرة قدم سعودي سابق.
و هو يلعب مع نادي القادسية الكويتي، وقد لعب فترة مع نادي الهلال السعودي.
و سيعتزل في مباراة نادي القادسية الكويتي ونادي الكويت في 15 فبراير 2008 في الدوري الكويتي 2007/2008 ، والاعتزال سيكون تحت رعاية فواز الحساوي نائب رئيس نادي القادسية الكويتي.